# الکساندر شالامبریدزه
الکساندر شالامبریزه ( گرجی: ალექსანდრე შალამბერიძე ) (۳۰ مارس ۱۹۵۸ - ۱ ژوئیه ۲۰۱۵)یک سیاستمدار گرجی بود. 

## فعالیت
شلمبریدزه در اواخر دهه ۱۹۸۰ در جنبش ملی ضد شوروی گرجستان شرکت داشت. او در سال ۱۹۹۱ در دفتر رئیس جمهور ، سرپرست استان ایمرتی بود. بین ۱۹۹۲ و ۲۰۰۳ به عنوان دبیر اجرایی حزب سیاسی اتحادیه سنت گرایان گرجستان فعالیت می کرد. بین ۲۰ نوامبر ۱۹۹۹ و ۲۲ آوریل ۲۰۰۴ نماینده پنجمین دوره مجلس گرجستان ، و از ۲۲ آوریل ۲۰۰۴ تا ۷ ژوئن ۲۰۰۸ نماینده دوره ششم مجلس گرجستان بود. از سال ۲۰۰۹ تا ۲۰۱۱ به عنوان دبیرکل حزب خلق گرجستان و از ۲۰۱۱ تا ۲۰۱۵ به عنوان دبیرکل حزب سیاسی گرجستان آزاد مشغول به کار بود.او در سال ۲۰۱۵ به عنوان رئیس حزب خلق گرجستان انتخاب شد. 